# Vitális Milán
Vitális Milán, (Nyíregyháza, 2002. január 28. –) korosztályos magyar válogatott labdarúgó, jelenleg az NB I-ben szereplő Győri ETO játékosa.

## Pályafutása

### Klubcsapatokban
Első profi mérkőzését 2019. május 19-én, a Mosonmagyaróvár csapata ellen játszotta nevelőklubja, a Győri ETO színeiben. 2022 szeptemberében a DAC-hoz igazolt.

### A válogatottban
2025. május 20-án először kapott meghívót a magyar felnőtt válogatott keretébe, Marco Rossi szövetségi kapitánytól.

## Statisztika

### Klubcsapatokban
2025. augusztus 17-i állapot szerint.
| Klub                   | Szezon         | Bajnokság      | Bajnokság | Bajnokság | Kupa  | Kupa  | Nemzetközi | Nemzetközi | Egyéb | Egyéb | Összesen | Összesen |
| Klub                   | Szezon         | Liga           | Mérk.     | Gólok     | Mérk. | Gólok | Mérk.      | Gólok      | Mérk. | Gólok | Mérk.    | Gólok    |
| ---------------------- | -------------- | -------------- | --------- | --------- | ----- | ----- | ---------- | ---------- | ----- | ----- | -------- | -------- |
| Győri ETO              | 2018–19        | NB II          | 1         | 0         | —     | —     | —          | —          | —     | —     | 1        | 0        |
| Győri ETO              | 2019–20        | NB II          | 2         | 0         | 0     | 0     | —          | —          | —     | —     | 2        | 0        |
| Győri ETO              | 2020–21        | NB II          | 24        | 1         | 1     | 0     | —          | —          | —     | —     | 25       | 1        |
| Győri ETO              | 2021–22        | NB II          | 37        | 4         | 4     | 0     | —          | —          | —     | —     | 41       | 4        |
| Győri ETO              | 2022–23        | NB II          | 7         | 1         | —     | —     | —          | —          | —     | —     | 7        | 1        |
| Győri ETO              | Összesen       | Összesen       | 71        | 6         | 5     | 0     | —          | —          | —     | —     | 76       | 6        |
| DAC                    | 2023–24        | Niké liga      | 23        | 3         | 5     | 0     | 2          | 0          | —     | —     | 30       | 3        |
| DAC                    | 2024–25        | Niké liga      | 16        | 2         | 4     | 1     | 2          | 0          | —     | —     | 22       | 3        |
| DAC                    | Összesen       | Összesen       | 39        | 5         | 9     | 1     | 4          | 0          | —     | —     | 52       | 6        |
| Győri ETO (kölcsönben) | 2022–23        | NB II          | 30        | 1         | 3     | 0     | —          | —          | —     | —     | 33       | 1        |
| Šamorín (kölcsönben)   | 2023–24        | 2. Liga        | 5         | 0         | —     | —     | —          | —          | —     | —     | 5        | 0        |
| Győri ETO (kölcsönben) | 2024–25        | NB I           | 13        | 1         | 1     | 1     | —          | —          | —     | —     | 14       | 2        |
| Győri ETO              | 2025–26        | NB I           | 3         | 1         | 0     | 0     | 3          | 1          | —     | —     | 6        | 2        |
| Teljes karrier         | Teljes karrier | Teljes karrier | 161       | 14        | 18    | 2     | 7          | 1          | —     | —     | 186      | 17       |

1. 1 2 3  Mérkőzései az UEFA Konferencia Liga selejtezőjében.

## Sikerei, díjai
DAC
- Niké liga ezüstérmes (1): 2023–24